# Viktor Ekbom
Carl Viktor Ekbom, född 1 juni 1989 är en svensk före detta ishockeyspelare. Ekboms moderklubb är IFK Falköping. Han gjorde seniordebut med Skövde IK säsongen 2005/06. 2007 anslöt han till Linköping HC:s juniorverksamhet. Han tillbringade totalt fyra säsonger med Linköping och spelade under tiden i klubben också för IK Oskarshamn i Hockeyallsvenskan. Ekbom draftades under sommaren 2009 av Pittsburgh Penguins i den sjätte rundan som 181:e spelare totalt. I april 2011 spelade han tre matcher för Penguins farmarklubb Wilkes-Barre/Scranton Penguins i AHL.
Efter att ha tillbringat två säsonger utomlands, med Tappara i Liiga och EHC Red Bull München i DEL, återvände Ekbom till Sverige och spelade de fem efterföljande säsongerna med Örebro HK i SHL. 2018 lämnade han klubben för spel med seriekonkurrenten Frölunda HC, där han spelade tills han avslutade sin karriär 2022. Under sin första säsong med Frölunda vann han SM-guld.
Ekbom gjorde debut i det svenska landslaget i april 2015. Sedan tidigare har han tagit ett VM-silver med Juniorkronorna.

## Karriär

### Klubblag

#### 2005–2013: Början av karriären
Ekbom började spela ishockey för moderklubben IFK Falköping. Som junior spelade han sedan för Skövde IK, där han säsongen 2005/06 fick prova på spel med klubbens seniorlag i Division 1. Totalt spelade han 17 matcher och noterades för ett mål och en assistpoäng. Säsongen därpå var han ordinarie i A-laget och noterades för 16 poäng på 36 grundseriematcher (3 mål, 13 assist). Under denna säsong var Ekbom den spelare, 18 år eller yngre, som gjorde flest poäng i Division 1.
Inför säsongen 2007/08 lämnade Ekbom Skövde för spel i Linköping HC:s juniorsektion. Den 29 november 2007 meddelades det att Ekbom lånats ut till IK Oskarshamn i Hockeyallsvenskan. Dagen därpå gjorde han debut i serien, i en 2–4-förlust mot Nyköpings Hockey. Totalt spelade han nio matcher för Oskarshamn under säsongens gång, vilka han gick poänglös ur. Resten av säsongen tillbringade han med Linköpings J20-lag.
Säsongen 2008/09 inledde Ekbom med Oskarshamn i Hockeyallsvenskan. Den 29 oktober 2008 gjorde Ekbom sitt första mål i Hockeyallsvenskan, på Henrik Tojkander, i en 4–3-förlust mot Nybro Vikings IF. Totalt stod han för två mål och fyra assistpoäng på 29 grundseriematcher för IK Oskarshamn, innan han i januari 2009 återvände till Linköping HC. Den 13 januari 2009 meddelades det att Ekbom skrivit ett tvåårsavtal med Linköping. Han avslutade sedan säsongen i SHL och gjorde debut i serien den 15 januari 2009 i en match mot HV71. Totalt spelade han 14 grundseriematcher och noterades för en assistpoäng. Han fick också speltid i de två inledande matcherna i SM-slutspelet. Linköping slogs dock ut av Skellefteå AIK i kvartsfinalserien med 4–3 i matcher.
Under sommaren 2009 valdes Ekbom av Pittsburgh Penguins i den sjätte rundan som 181:e spelare totalt i NHL-draften. Den efterföljande säsongen var Ekbom ordinarie i Linköping, han lånades dock åter ut till IK Oskarshamn i januari 2010, för vilka han producerade två mål på tre spelade matcher. Totalt 47 grundseriematcher för Linköping och stod för två assistpoäng. I SM-slutspelet slogs laget ut i semifinalserien mot Djurgårdens IF med 4–1 i matcher. Säsongen 2010/11 kom att bli Ekboms sista med Linköping. I den första matchen i SM-slutspelet ådrog han sig en skada och missade resten av slutspelet.
Den 24 mars 2011 stod det klart att Ekbom inte förlängt sitt avtal med Linköping. Dagen därpå meddelades det att Ekbom skrivit ett avtal med det finska laget Tappara i Liiga. Kort därefter skrev Ekbom ett try out-avtal med Wilkes-Barre/Scranton Penguins i AHL. Han avslutade säsongen med att spela tre matcher för Penguins och spelade sin första match i AHL den 1 april 2011, mot Charlotte Checkers. De två följande säsongerna tillbringade Ekbom med Tappara i Liiga och den tyska klubben EHC Red Bull München i DEL.

#### 2013–2022: Örebro HK och Frölunda HC

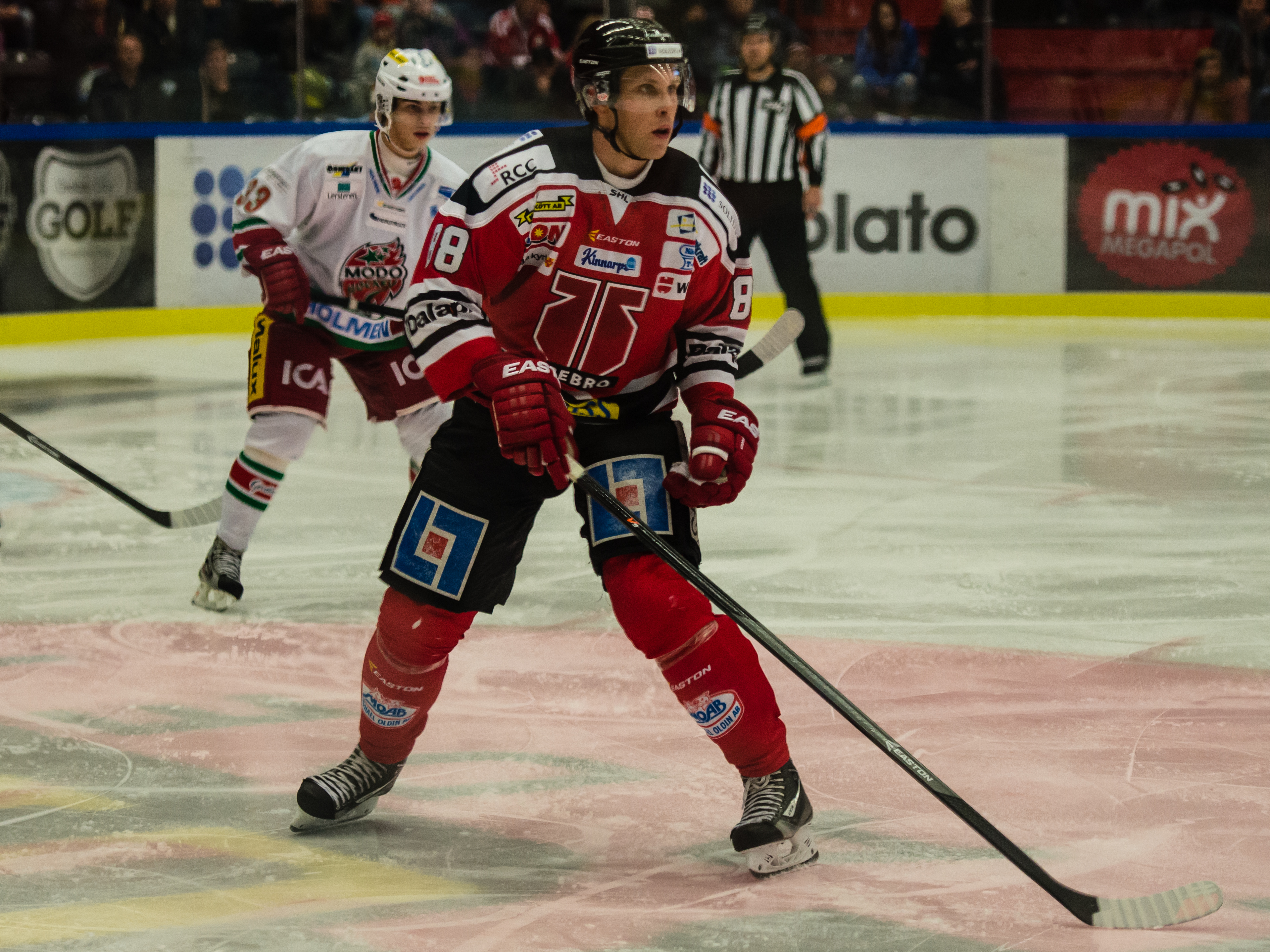
Ekbom med Örebro HK, 2013.

Den 30 april 2013 meddelades det att Ekbom skrivit ett avtal med Örebro HK i SHL. I sin 136:e grundseriematch i SHL noterades Ekbom den 29 november 2013 för sitt första mål i serien, på Markus Svensson, i en 4–1-förlust mot Skellefteå AIK. Örebro slutade näst sist i tabellen och tvingades till spel i Kvalserien till Svenska Hockeyligan 2014 för att hålla sig kvar i SHL. Örebro vann serien och Ekbom noterades för två mål och två assistpoäng på tio matcher.
Under sin andra säsong i klubben förlängde han sitt avtal med Örebro med ytterligare tre säsonger, vilket tillkännagavs av klubben den 29 december 2014. På 55 grundseriematcher noterades Ekbom för 13 poäng, varav ett mål, och stod därmed för sin poängmässigt bästa säsong i SHL. Laget tog sig till sitt första SM-slutspel någonsin och slogs ut i kvartsfinalserien av Växjö Lakers HC med 4–2 i matcher. Inför sin tredje säsong i klubben utsågs Ekbom till en av Örebros assisterande lagkaptener. För andra året i följd tog sig laget till SM-slutspel, men slogs ut i play-in av HV71 med 2–o i matcher.
Inför säsongen 2016/17 utsågs Ekbom till ny lagkapten i Örebro HK. Han fick dock en stor del av säsongen spolierad av en ledbandsskada i ena tummen, vilken tvingade honom till operation i januari 2017. Som en följd av detta missade han 14 matcher av grundserien i januari och februari. Laget misslyckades att ta sig till slutspel och på 34 spelade matcher noterades Ekbom för fem poäng (ett mål, fyra assist). Efter ytterligare en säsong i Örebro, lämnade han klubben då det den 4 april 2018 meddelades att han skrivit ett tvåårsavtal med Frölunda HC. Säsongen 2018/19 slutade Frölunda trea i grundserien och i SM-slutspelet tog man sig till final sedan man slagit ut Malmö Redhawks och Luleå HF i kvarts-, respektive semifinal (båda med 4–1 i matcher). I finalserien ställdes man mot Djurgårdens IF, som man besegrade med 4–2 i matcher. På 15 slutspelsmatcher noterades Ekbom för en assistpoäng. Under sin andra säsong i Frölunda förlängde Ekbom sitt avtal med laget med ytterligare två säsonger den 14 november 2019.
Ekbom missade inledningen av säsongen 2020/21 efter att han brutit käken under en träningsmatch mot Malmö Redhawks. Ekbom hade stora skadeproblem denna säsong och spelade 33 av grundseriens 52 matcher. I januari 2021 hade han ryggproblem och efter en kort comeback bröt han näsan efter att ha kolliderat med Jens Olsson under en träning. I februari samma år meddelades det att Ekbom skulle komma att opereras som en följd av detta. Ekbom var tillbaka i spel innan SM-slutspelet där Frölunda slog ut Djurgårdens IF i play in, innan man besegrades i kvartsfinalserien av Rögle BK med 4–0 i matcher.
Ekboms skadeproblem fortsatte under den efterföljande säsongen också. I januari 2022 bekräftades det att han skulle komma att operera sitt knä. Han spelade totalt 26 grundseriematcher under säsongens gång. Han var åter i spel innan SM-slutspelet, där laget slogs ut i semifinalserien mot Luleå HF. Den 12 juli 2022 bekräftades det att Ekbom valt att avsluta sin ishockeykarriär.

### Landslag
Ekbom blev uttagen att spela JVM i Kanada 2009. Sverige gick igenom gruppspelet obesegrade och slog sedan ut Slovakien i semifinal, via en 3–5-seger. I finalen föll dock Sverige mot värdnationen Kanada med 5–1, och tilldelades därför ett silver. På sex spelade matcher noterades Ekbom för två assistpoäng.
Den 2 april 2015 gjorde Ekbom debut i A-landslaget, i en 4–3-seger mot Slovakien.

## Statistik

### Klubblag
| 2005–06                  | Skövde IK                | Div. 1                   | 17  | 1  | 1  | 2  | 0   | —  | — | — | — | —  |
| 2006–07                  | Skövde IK                | Div. 1                   | 36  | 3  | 13 | 16 | 30  | —  | — | — | — | —  |
| 2007–08                  | IK Oskarshamn            | HA                       | 9   | 0  | 0  | 0  | 2   | —  | — | — | — | —  |
| 2008–09                  | IK Oskarshamn            | HA                       | 29  | 2  | 4  | 6  | 22  | —  | — | — | — | —  |
| 2008–09                  | Linköping HC             | SHL                      | 14  | 0  | 1  | 1  | 6   | 5  | 0 | 0 | 0 | 2  |
| 2009–10                  | Linköping HC             | SHL                      | 47  | 0  | 2  | 2  | 16  | 12 | 0 | 0 | 0 | 8  |
| 2009–10                  | IK Oskarshamn            | HA                       | 3   | 2  | 0  | 2  | 2   | —  | — | — | — | —  |
| 2010–11                  | Linköping HC             | SHL                      | 49  | 0  | 6  | 6  | 10  | 1  | 0 | 0 | 0 | 0  |
| 2010–11                  | WBS Penguins             | AHL                      | 3   | 0  | 0  | 0  | 0   | —  | — | — | — | —  |
| 2011–12                  | Tappara                  | Liiga                    | 44  | 1  | 3  | 4  | 44  | —  | — | — | — | —  |
| 2012–13                  | EHC Red Bull München     | DEL                      | 38  | 4  | 6  | 10 | 8   | —  | — | — | — | —  |
| 2013–14                  | Örebro HK                | SHL                      | 53  | 2  | 4  | 6  | 22  | 10 | 2 | 2 | 4 | 2  |
| 2014–15                  | Örebro HK                | SHL                      | 55  | 1  | 12 | 13 | 30  | 6  | 0 | 1 | 1 | 0  |
| 2015–16                  | Örebro HK                | SHL                      | 48  | 1  | 8  | 9  | 16  | 2  | 0 | 0 | 0 | 0  |
| 2016–17                  | Örebro HK                | SHL                      | 34  | 1  | 4  | 5  | 20  | —  | — | — | — | —  |
| 2017–18                  | Örebro HK                | SHL                      | 48  | 4  | 6  | 10 | 53  | —  | — | — | — | —  |
| 2018–19                  | Frölunda HC              | SHL                      | 46  | 0  | 5  | 5  | 32  | 15 | 0 | 1 | 1 | 8  |
| 2019–20                  | Frölunda HC              | SHL                      | 49  | 5  | 7  | 12 | 63  | —  | — | — | — | —  |
| 2020–21                  | Frölunda HC              | SHL                      | 33  | 0  | 4  | 4  | 18  | 7  | 0 | 0 | 0 | 2  |
| 2021–22                  | Frölunda HC              | SHL                      | 26  | 0  | 4  | 4  | 4   | 9  | 0 | 0 | 0 | 2  |
| SHL totalt               | SHL totalt               | SHL totalt               | 503 | 14 | 63 | 77 | 290 | 67 | 2 | 4 | 6 | 24 |
| Hockeyallsvenskan totalt | Hockeyallsvenskan totalt | Hockeyallsvenskan totalt | 41  | 4  | 4  | 8  | 26  | —  | — | — | — | —  |

### Internationellt
| År            | Lag           | Turnering     | Matcher | Mål | Assists | Poäng | Utv. |
| ------------- | ------------- | ------------- | ------- | --- | ------- | ----- | ---- |
| 2009          | Sverige       | JVM           | 6       | 0   | 2       | 2     | 2    |
| Junior totalt | Junior totalt | Junior totalt | 6       | 0   | 2       | 2     | 2    |